# Denise Burton
Denise Burton (ur. 24 stycznia 1956) – brytyjska kolarka torowa i szosowa, brązowa medalistka torowych mistrzostw świata.

## Kariera
Największy sukces w karierze Denise Burton osiągnęła w 1975 roku, kiedy zdobyła brązowy medal w indywidualnym wyścigu na dochodzenie podczas torowych mistrzostw świata w Liège. W zawodach tych wyprzedziły ją jedynie Keetie van Oosten-Hage z Holandii oraz Mary Jane Reoch ze Stanów Zjednoczonych. Ponadto czterokrotnie zdobywała medale na szosowych mistrzostwach kraju, w tym złoty w wyścigu ze startu wspólnego w 1976 roku. W 1985 roku zajęła trzecie miejsce w klasyfikacji generalnej francuskiego Tour de l'Aude Cycliste Féminin. Nigdy nie wystartowała na igrzyskach olimpijskich. 
Jej matka - Beryl Burton również uprawiała kolarstwo. Zarówno córka jak i matka startowały jednocześnie podczas torowych mistrzostw świata w Marsylii w 1972 roku.